# حبل غسيل الملابس

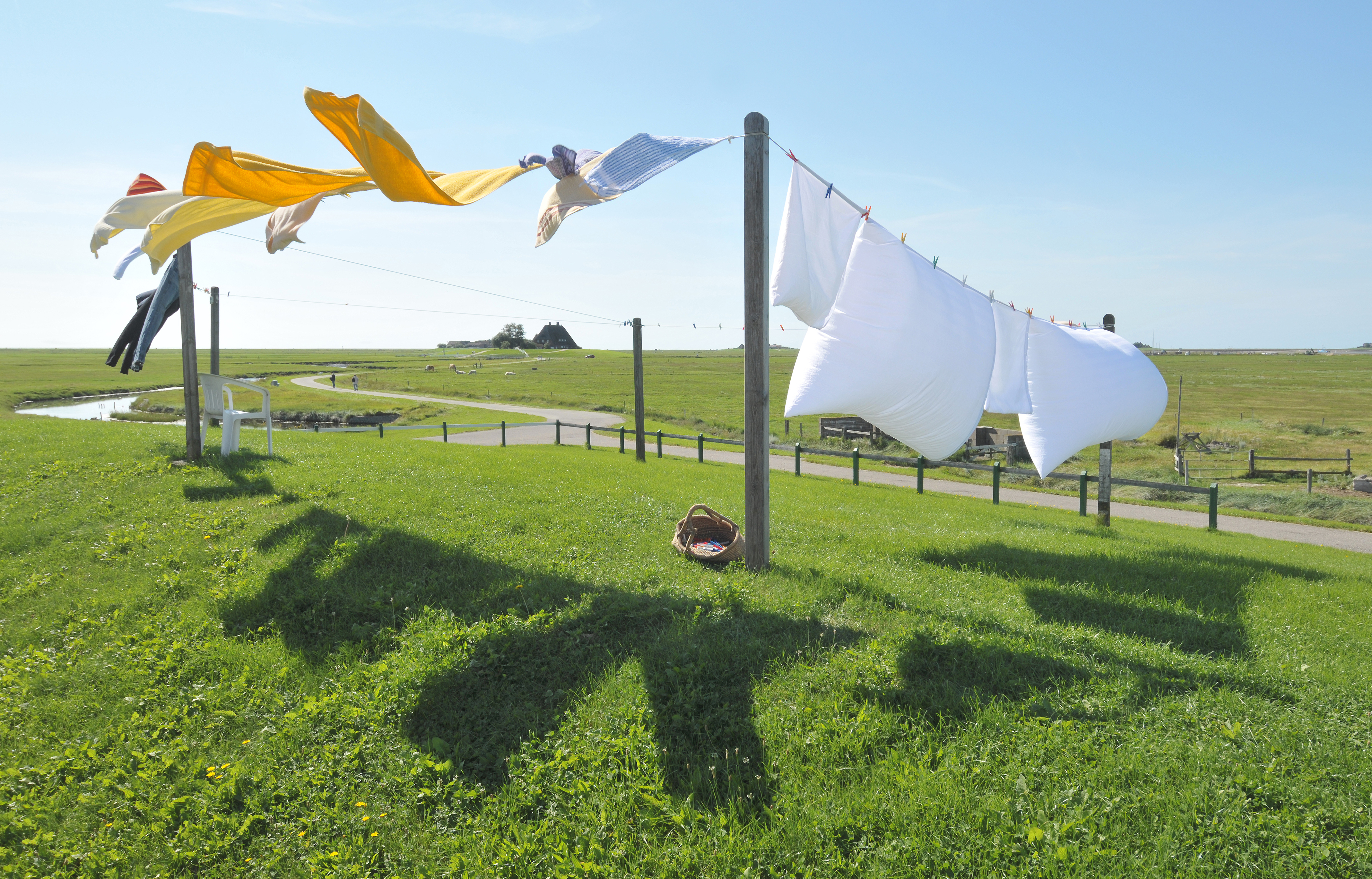
حبل غسيل الملابس يقع على جزيرة هوغي في شمال ألمانيا.

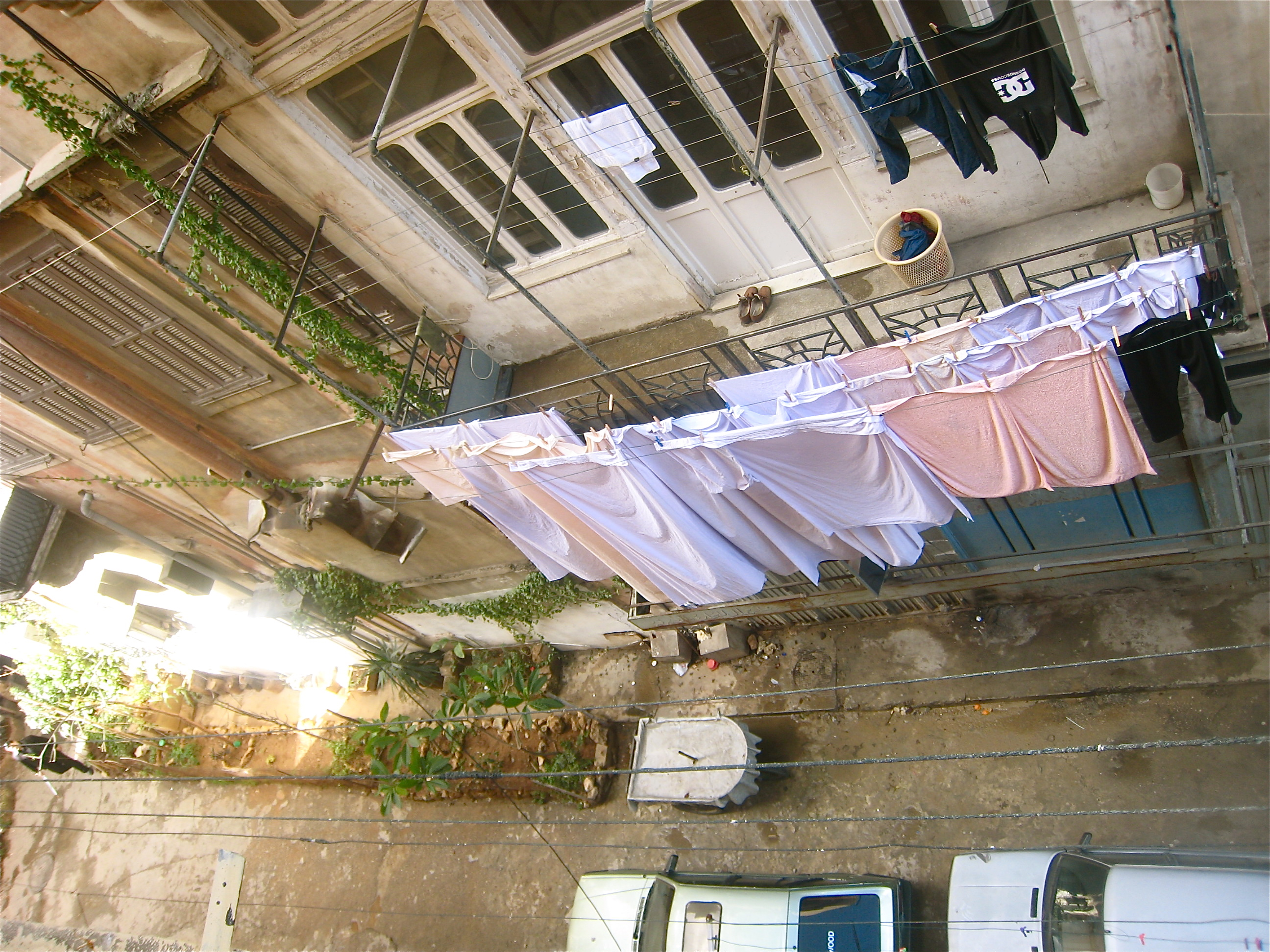
حبال غسيل الملابس المنتشرة في طرابلس شمال لبنان.

حبل الغسيل أو حبل نشر الملابس هو أي نوع من الحبال أو الأسلاك أو الخيوط التي يتم مدها بين نقطتين -عامودين على سبيل المثال- في خاج المبنى أو داخله. يتم تعليق الملابس بعد غسلها على الحبل لتجف باستخدام مشابك الملابس أو مشابك الغسيل. تكون حبال الغسيل متصلة بعامود أو حائط، وغالبًا ما توجد في الحدائق الخلفية أو على الشرفات. غالبًا ما تحتوي خطوط الغسيل الطويلة على دعائم في المنتصف بسبب وزن الملابس المبللة.
توفر حبال الغسيل الدوارة المساحة وتكون عادةً قابلة للسحب ومربعة أو مثلثة الشكل باستعمال حبال متعددة، كما يمكن طي بعضها عندما لا تكون قيد الاستخدام (على الرغم من وجود خطر ضئيل للغاية يتمثل في الإغلاق على الأصابع، لذلك عادة ما يكون هناك زر أمان).
في اسكتلندا، تحتوي العديد من المباني السكنية على منطقة لتجفيف الملابس تسمى "drying green"، وهي منطقة عامة تستخدم في الغالب لحبال الغسيل - ويمكن أيضًا استخدامها كمساحة ترفيهية - بالإضافة إلى مناشر للملابس متصلة بنظام بكرة يمكن استخدامه بداخله المنازل في طقس الشتاء البارد بشكل متكرر.

## مقارنة مع مجفف الملابس

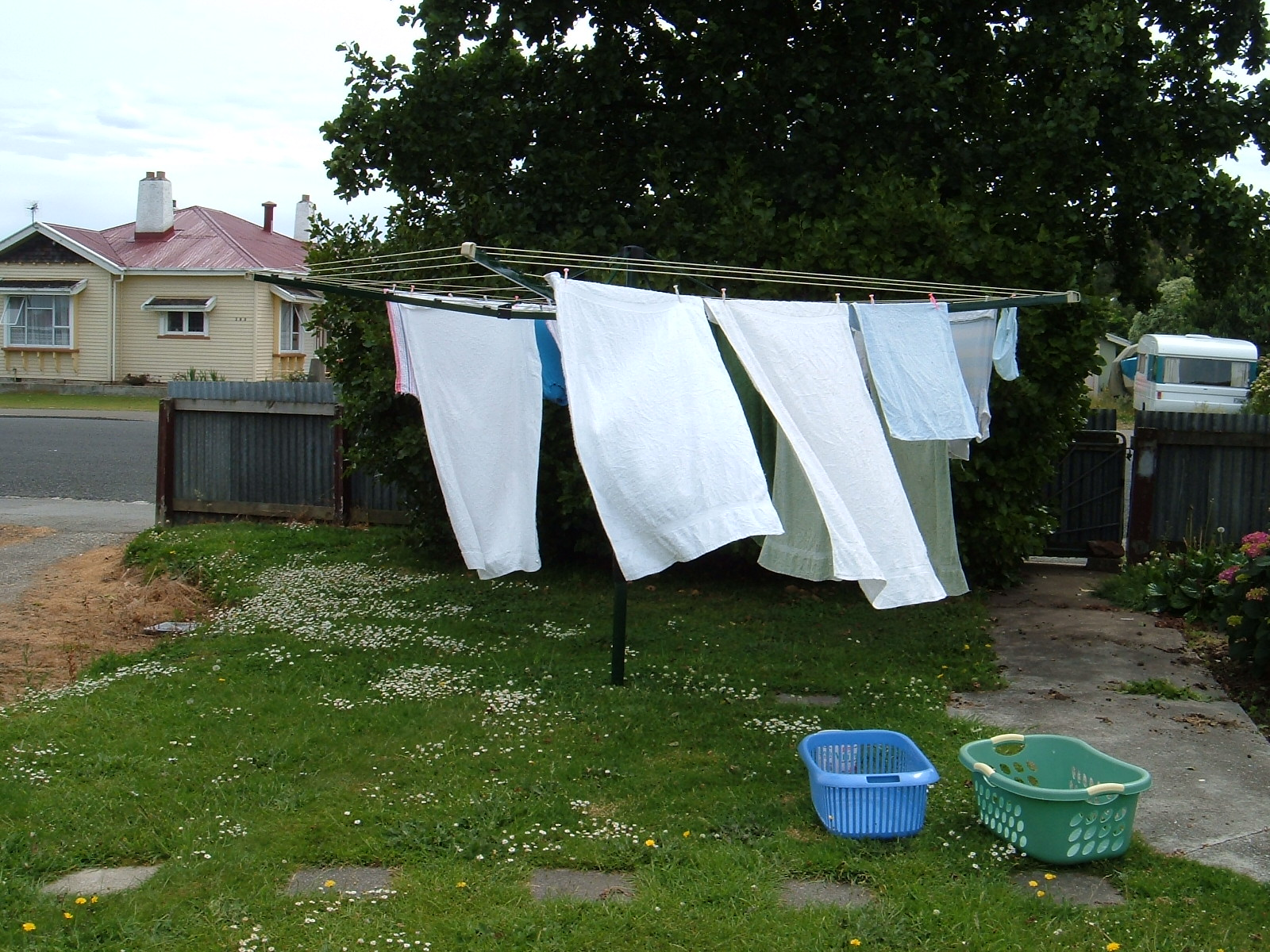
دوارة، أو رافعة التلال، نوع من حبال الغسيل

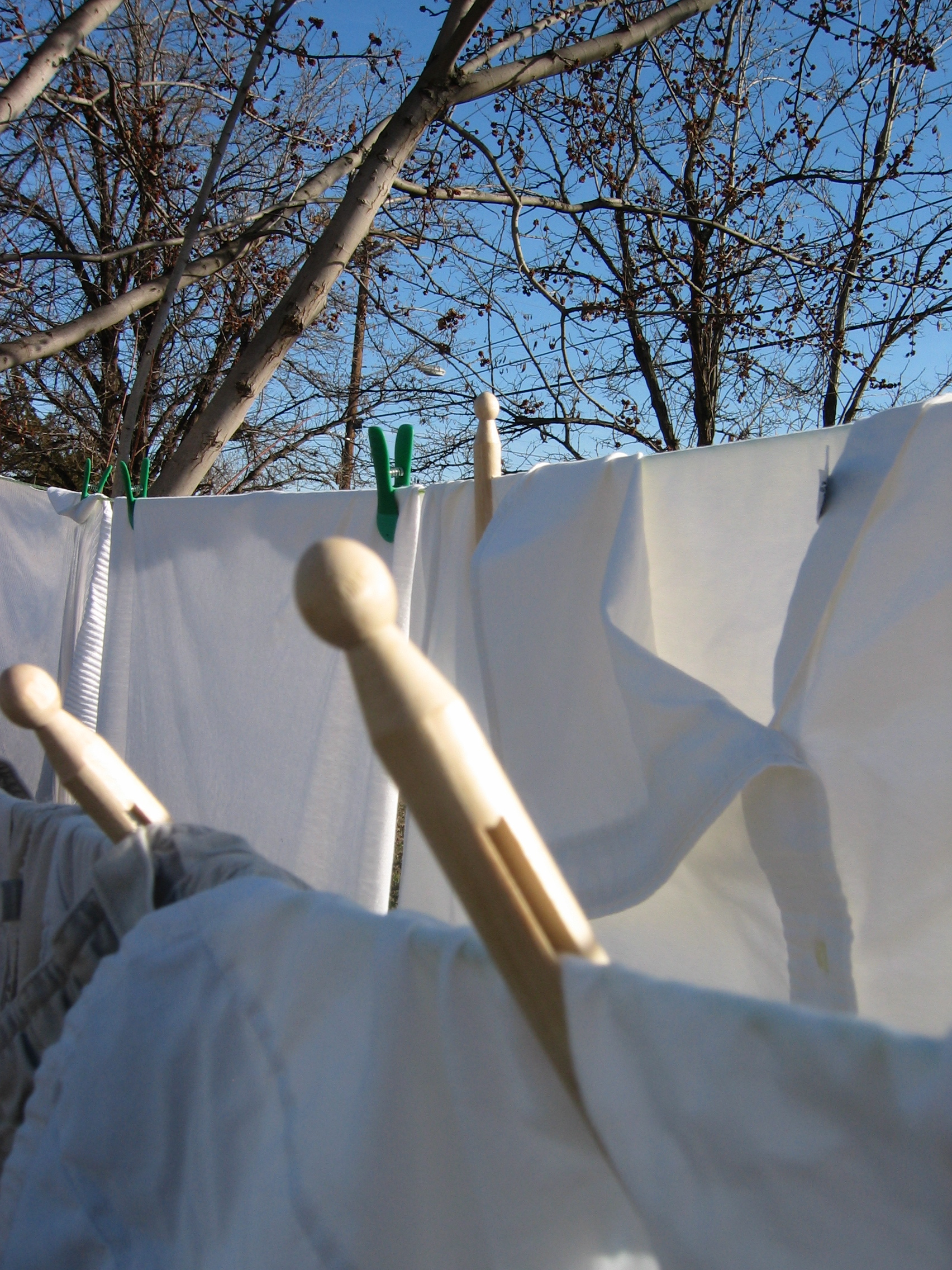
التجفيف في هيرمستون بولاية أوريغون.

تخدم حبال الملابس ومجففات الملابس نفس الغرض: تجفيف الملابس التي تم غسلها مؤخرًا أو المبللة بشكل عام. وفيما يلي بعض مزايا وعيوب استخدام حبل الغسيل بدلاً من المجفف الميكانيكي:

### المزايا
- توفير المال.[2]
- نسبة انبعاث الغازات الدفئية (CO 2) من حبال الغسيل هي صفر لكل دفعة (مقابل 2كغ كمتوسط للغازات المنبعثة مجفف الملابس الآلي في الدفعة الواحدة).[3]
- تقليل تمزق وتآكل الأقمشة.[4]
- لا تسبب انكماش الملابس (قد يؤدي الهواء الساخن من مجفف الملابس الميكانيكي إلى انكماش الملابس).
- لاتحتفظ بالكهرباء الساكنة ولا تحتاج إلى معطرات ومنعمات الأقمشة وأوراق التجفيف التي تقاوم الكهرباء الساكنة.
- تحافظ على نعومة الغسيل عند لمسه، وقد تكون أقل تجعدًا. (إذ تميل مجففات الملابس الميكانيكية إلى إزالة الألياف القصيرة واللينة والناعمة من الملابس).
- غالبًا ما لا تحتاج أدوات الغسيل إلى الكي إذا جففت في نسيم.
- احتمالية أقل لانتشار الوبر في الهواء مما يؤدي إلى تلوثه.
- لا يسبب الضوضاء مثل مجفف الملابس الميكانيكي.
- لا ينفث الهواء الداخلي للخارج ويهدر هواء المكيف (سواءً الحار أو البارد) كما يفعل المجفف الآلي.
- بالنسبة لترتيبات حبل الغسيل البسيطة (الحبل ومشابيك الملابس)، تبلغ تكاليف الإصلاح والاستبدال حوالي 20.00 دولارًا لكل 1000 حمولة من الغسيل أو سنتان لكل حمولة. أما بالنسبة لتجفيف الملابس في جهاز التجفيف الغير تجاري، تبلغ تكاليف الإصلاح والاستبدال (بما في ذلك نفقات العمالة) حوالي 200.00 دولار لكل 1000 حمولة من الغسيل أو 20 سنتًا لكل حمولة.

### سلبيات
- عادةً ما يستغرق وضع الغسيل على الحبل وقتًا أطول من وضعه في المجفف الميكانيكي (حيث يجب تعليق عناصر الغسيل وتثبيتها واحدة تلو الأخرى).
- يجب تعليق أدوات الغسيل في الداخل أثناء الطقس الممطر، أو قد تتبلل إذا تغير الطقس.
- قد يجدها الجيران مزعجة من الناحية الجمالية.[2]
- قد يؤدي عرض الملابس المتسخة إلى تقليل الخصوصية، وإظهار معلومات خاصة عن عادات السكان المعيشية.
- قد يكون هناك خطر سرقة الملابس أو تخريبها حسب مكان تعليق الملابس.
- الملوثات البيئية مثل التربة والغبار والدخان والملوثات الخاصة بالسيارات أو الصناعية وحبوب اللقاح وفضلات الطيور والحيوانات يمكن أن تتلامس مع الملابس.
- يمكن أن تترك مشابك الغسيل آثارًا على الملابس.(بما في ذلك الصدأ الموجود في النابض -الزنبرك-)

## تجفيف الغسيل بالداخل

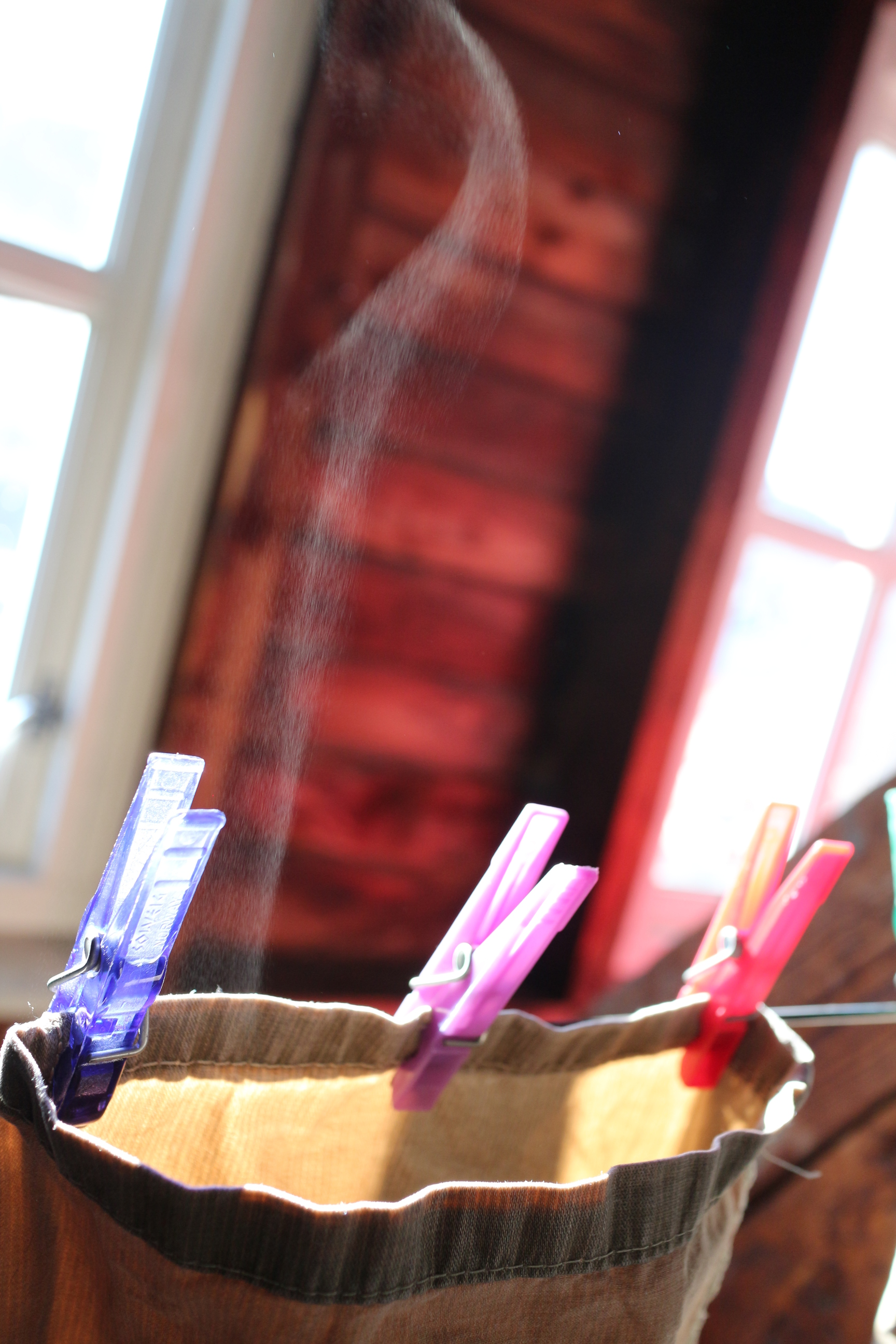
تجفيف الملابس بالداخل

قد يتم تجفيف الغسيل في الداخل بدلاً من الخارج لأسباب متنوعة بما في ذلك:
- سوء الأحوال الجوية
- الإعاقات الجسدية
- عدم وجود مساحة لحبل الغسيل
- تقليل الأضرار التي تلحق بالأقمشة من أشعة الشمس فوق البنفسجية
- القيود القانونية [5]
- لرفع مستوى الرطوبة، وخفض درجة حرارة الهواء في الداخل
- السهولة والراحة
- الحفاظ على الخصوصية

تتوفر عدة أنواع من الأجهزة للتجفيف الداخلي. يمكن أن يساعد رف التجفيف على توفير مساحة في الشقة، أو يمكن تعليق حبال الملابس في السرداب خلال فصل الشتاء. كما يمكن ببساطة نشر الغسيل الصغير فوق الأثاث أو عمود ستارة الحمام. عادة ما يستغرق وقت التجفيف في الداخل وقتًا أطول من التجفيف في الهواء الطلق بسبب نقص الإشعاع الشمسي المباشر ومساعدة الرياح الحارة.
سيؤدي تبخر الرطوبة من الملابس إلى تبريد الهواء الداخلي وزيادة مستوى الرطوبة، وهو أمر قد يكون مرغوبًا أو غير مرغوب فيه. في الطقس البارد والجاف، تجعل الزيادات المعتدلة في الرطوبة معظم الناس يشعرون براحة أكبر، أما في الطقس الدافئ، تجعل الرطوبة المتزايدة معظم الناس يشعرون بسخونة أكبر. يمكن أن تؤدي زيادة الرطوبة أيضًا إلى زيادة نمو الفطريات، والتي يمكن أن تسبب مشاكل صحية.
ستؤدي حمولة الغسيل متوسطة الحجم إلى تحويل ما يقرب من 4965 كيلو جول من الحرارة المحيطة إلى حرارة كامنة مخزنة في الماء المتبخر، على النحو التالي. فإن أربع دفعات من الغسيل  يمكن أن تحتوي حمولة 2.2 كيلوغرام من الماء بعد عصره في غسالة الملابس. لتحديد مقدار الحرارة التي تم تحويلها في تجفيف الغسيل، قم بوزن الملابس عندما تكون مبللة ثم مرة أخرى بعد تجفيف الملابس. الفرق هو وزن الماء الذي تبخر منهم. اضرب هذا الوزن بالكيلو جرام في 2,257 kJ / kg،  وهي حرارة التبخر لكل كيلوغرام للحصول على عدد الكيلوجول الذي تم تبخيره من الماء، أو اضرب في 0.6250 kWh / kg للحصول على كيلو واط / ساعة. (ملاحظة: إذا تكثفت الرطوبة في لاحقًا داخل المنزل، فإن الحرارة الكامنة يعود تحويلها إلى حرارة المحيطة التي يمكن أن تزيد من درجة حرارة الهواء في الغرفة قليلا.)  للحصول على تقدير تقريبي جيد لتأثير ذلك في حالة معينة، يمكن متابعة العملية على مخطط القياس النفسي.

## العوامل التي تحدد مدة التجفيف
تحدد العوامل المختلفة مدة التجفيف ويمكن أن تساعد في تحديد استخدام مجفف أو خط ملابس بدلاً من ذلك
- درجة الحرارة البيئية - زيادة درجة الحرارة تقلل من مدة التجفيف
- الرطوبة البيئية - انخفاض الرطوبة سيقلل من مدة التجفيف
- سرعة الرياح - أحيانًا يضع الناس مروحة بالقرب من الملابس عند تجفيفها في الداخل
- أشعة الشمس المباشرة - عادة ما يكون الخط الخارجي فقط هو الذي يتعرض لأشعة الشمس المباشرة، لذلك عادة ما يضع الناس أثخن الملابس على الخط الخارجي.
- سماكة القماش

## تجفيف الغسيل في الجو المثلج
قد يتم تجفيف الغسيل في الهواء الطلق عندما تكون درجة الحرارة أقل بكثير من نقطة التجمد. أولاً، ستتجمد الرطوبة في الملابس وتصبح الملابس قاسية. ثم سيتسرب الصقيع الموجود على الملابس في الهواء، مما يترك الملابس جافة. يستغرق الأمر وقتًا طويلاً وعادة ما يكون تجفيفها في الداخل أسرع بكثير، لكن التجفيف الداخلي يزيل الحرارة من الهواء، لذا فهو مفاضلة بين السرعة وكفاءة الطاقة.

## الجدل في أمريكا الشمالية
دفع الجدل الدائر حول استخدام حبال الغسيل العديد من الحكومات إلى وضع قوانين «الحق في التجفيف» التي تضبط استخدامها. وفقًا لإيان أوربينا، مراسل صحيفة نيويورك تايمز، «يُحظر على غالبية 60 مليون شخص الذين يعيشون الآن في مجتمعات البلاد السكنية الخاصة والبالغ عددها 300000 تقريبًا تجفيف الملابس على الحبال خارج المنازل.» 
اعتبارًا من أغسطس 2013 قامت ولايات فلوريدا وكولورادو  وهاواي وأريزونا وكاليفورنيا وإلينوي وإنديانا ولويزيانا وماين وماريلاند وماساتشوستس ونيفادا ونيو مكسيكو ونورث كارولينا وأوريجون وتكساس وفيرمونت وفيرجينيا وويسكونسن بإقرار قوانين حظر استعمال حبال التجفيف، بينما تسمح ولاية يوتا للسلطات القضائية المحلية بمنع مثل هذا الحظر. تقيد ثماني ولايات على الأقل جمعيات أصحاب المنازل من منع تركيب أنظمة الطاقة الشمسية، وقد ناقش المحامون ما إذا كانت هذه القوانين تنطبق على حبال الملابس أم لا. كان المخرج البريطاني ستيفن ليك يخطط لإصدار فيلم وثائقي في عام 2011 بعنوان (Drying for Freedom) حول جدل استعمال حبل الغسيل في الولايات المتحدة
في كندا، أصدرت حكومة مقاطعة نوفا سكوتيا الأولى للحزب الوطني الديمقراطي قانونًا لمنع حظر استخدام حبال الغسيل في 10 ديسمبر 2010 للسماح لجميع مالكي المنازل في المقاطعة باستخدام حبال الغسيل، بغض النظر عن العهود التقييدية. رفعت مقاطعة أونتاريو الحظر المفروض على حبال الغسيل في عام 2008.
تحظر بعض بلديات الضواحي الكندية الغنية مثل هامبستيد أو كيبيك أو أوتريمونت، كيبيك حبال الغسيل. 

## رف التجفيف الداخلي في أنحاء العالم

### سنغافورة

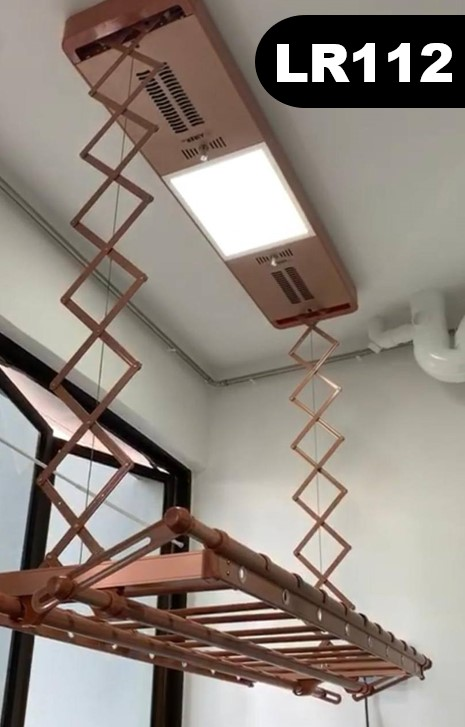
رف الغسيل الأوتوماتيكي AIRER Singapore LR112

يتمتع رف التجفيف الآلي بشعبية كبيرة بسبب الفوائد العديدة التي يمتلكها. من بين مجموعة متنوعة من التصميمات والتجفيف بالسخانات ووظائف الرفع الآلية والتطهير بالأشعة فوق البنفسجية، قام ما يقرب من 50-60 ٪ من الأسر في سنغافورة بتركيبها في منازلهم. بناء على مقابلة مع COMPAN نظام الغسيل الآلي المحلية  ص، سيكون لمعظم الأسر في سنغافورة واحدة من أنظمة الغسيل الآلي بحلول عام 2023.

## الصور

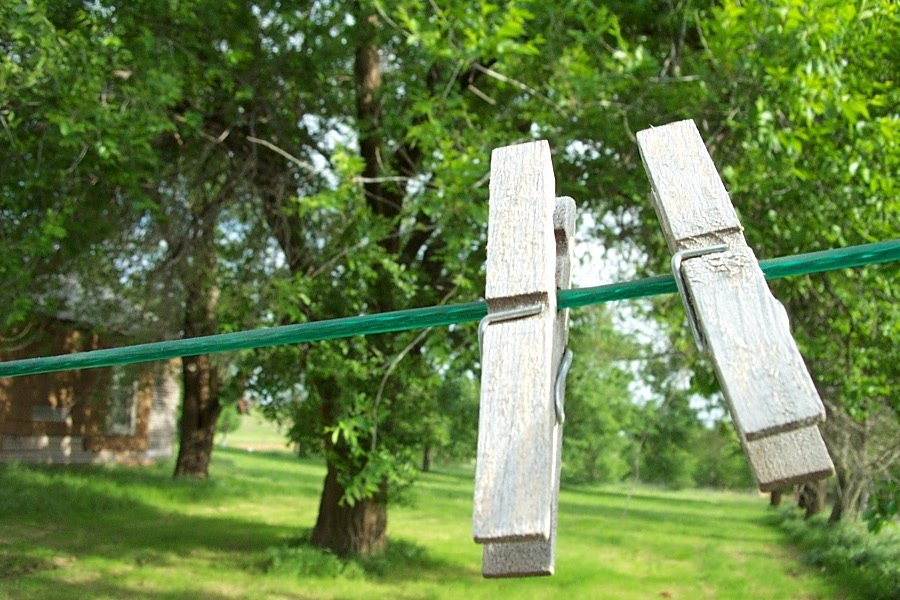
دبابيس الملابس (أو المشابك) على حبل الغسيل
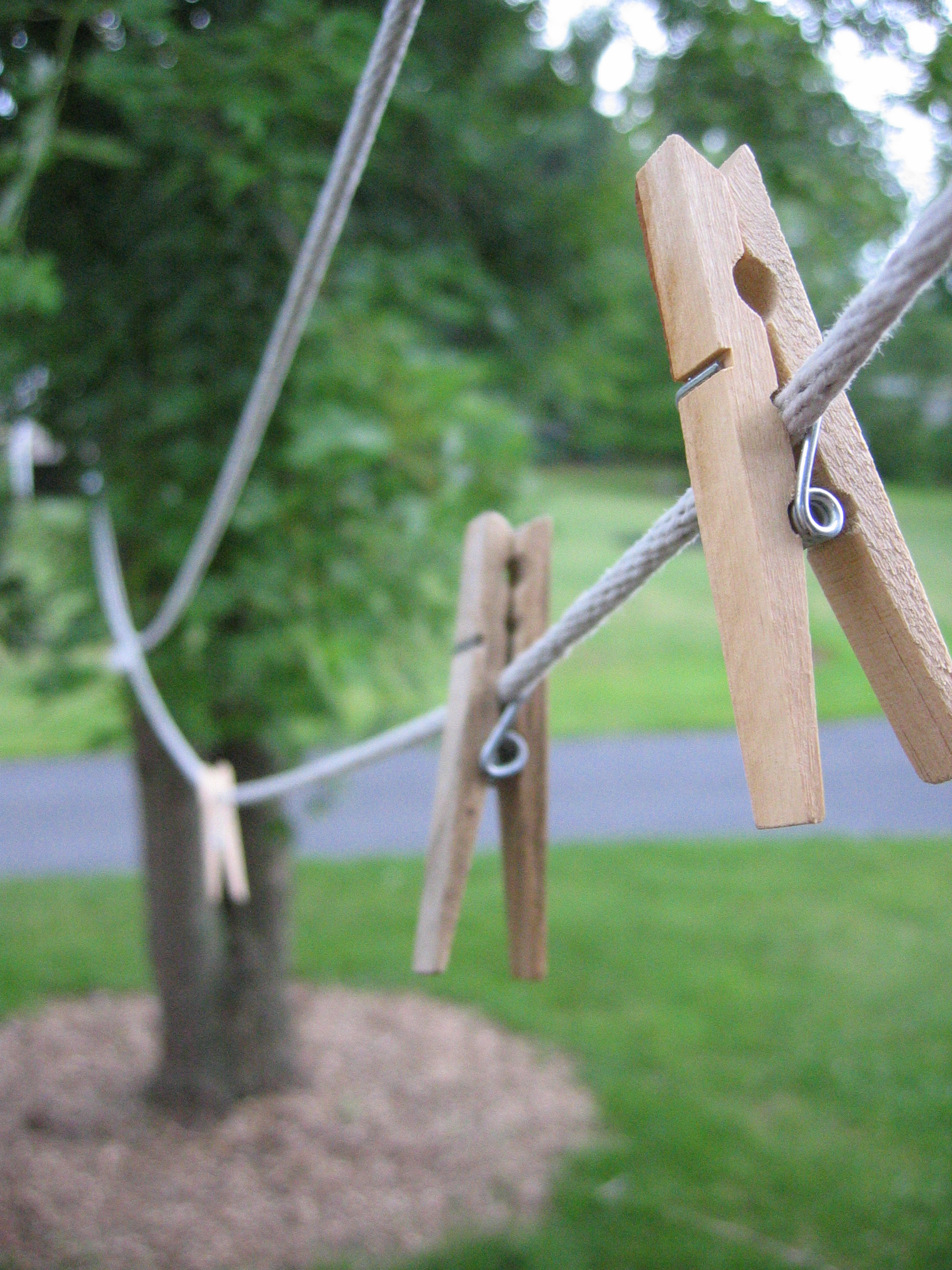
مشابيك على حبل الغسيل
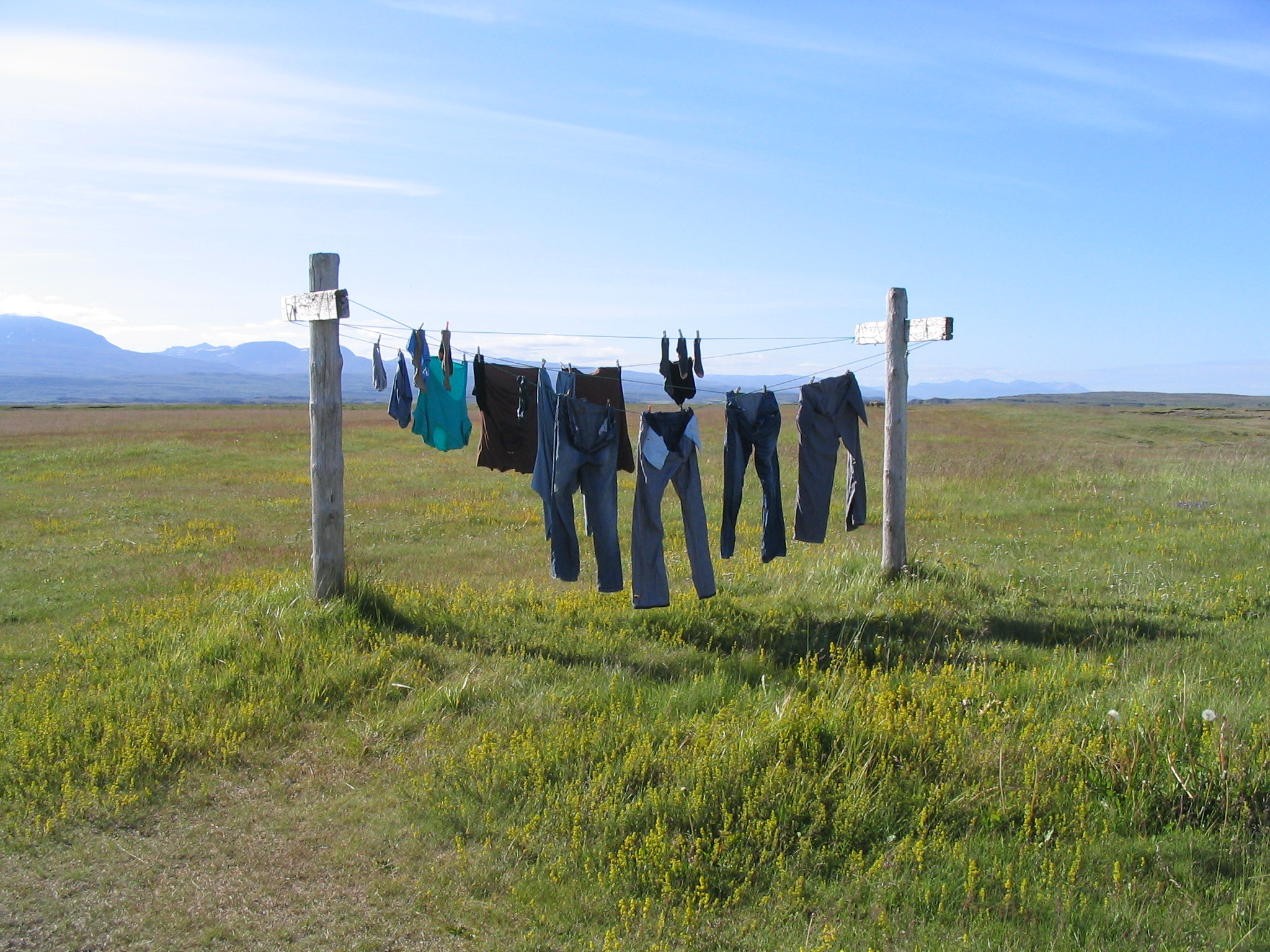
حبل الغسيل في أيسلندا
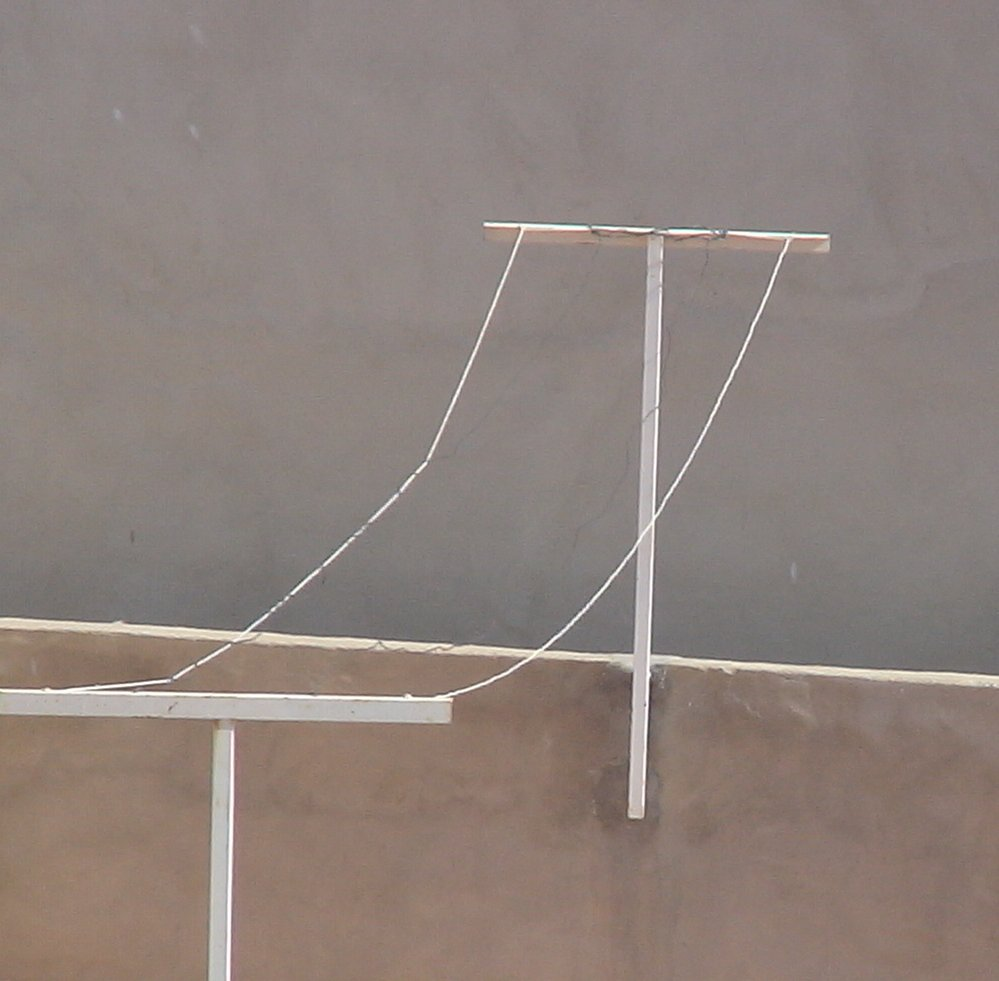
حبل غسيل تي
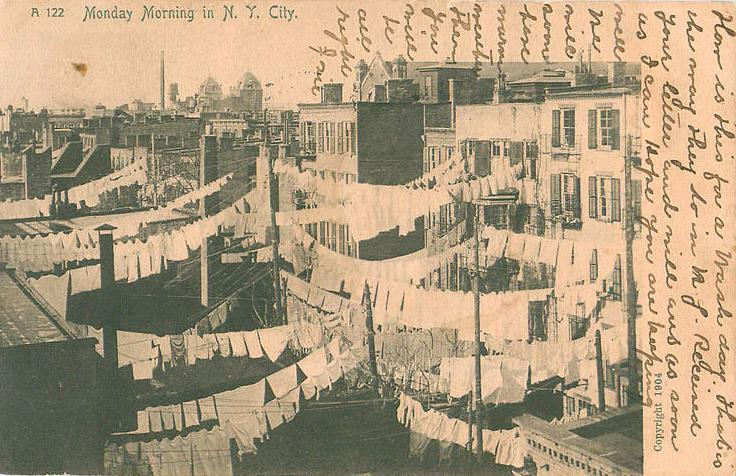
حبال الغسيل في مدينة نيويورك، من بطاقة بريدية عام 1904
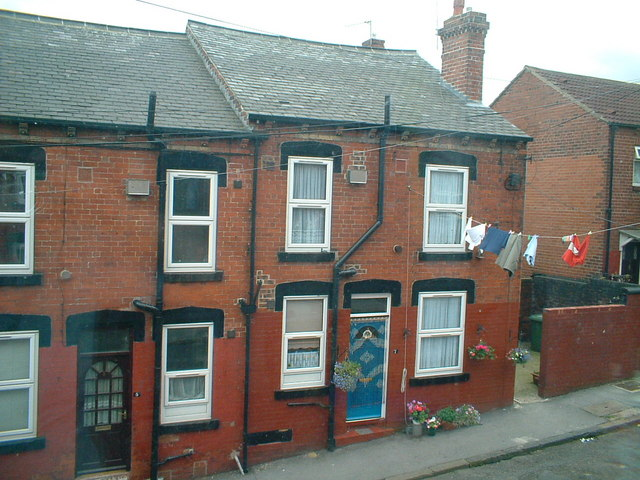
حبل غسيل عبر الشارع في أرملي، ليدز، تظهر بكرة تعمل على مستوى الشارع، يوليو 2004.
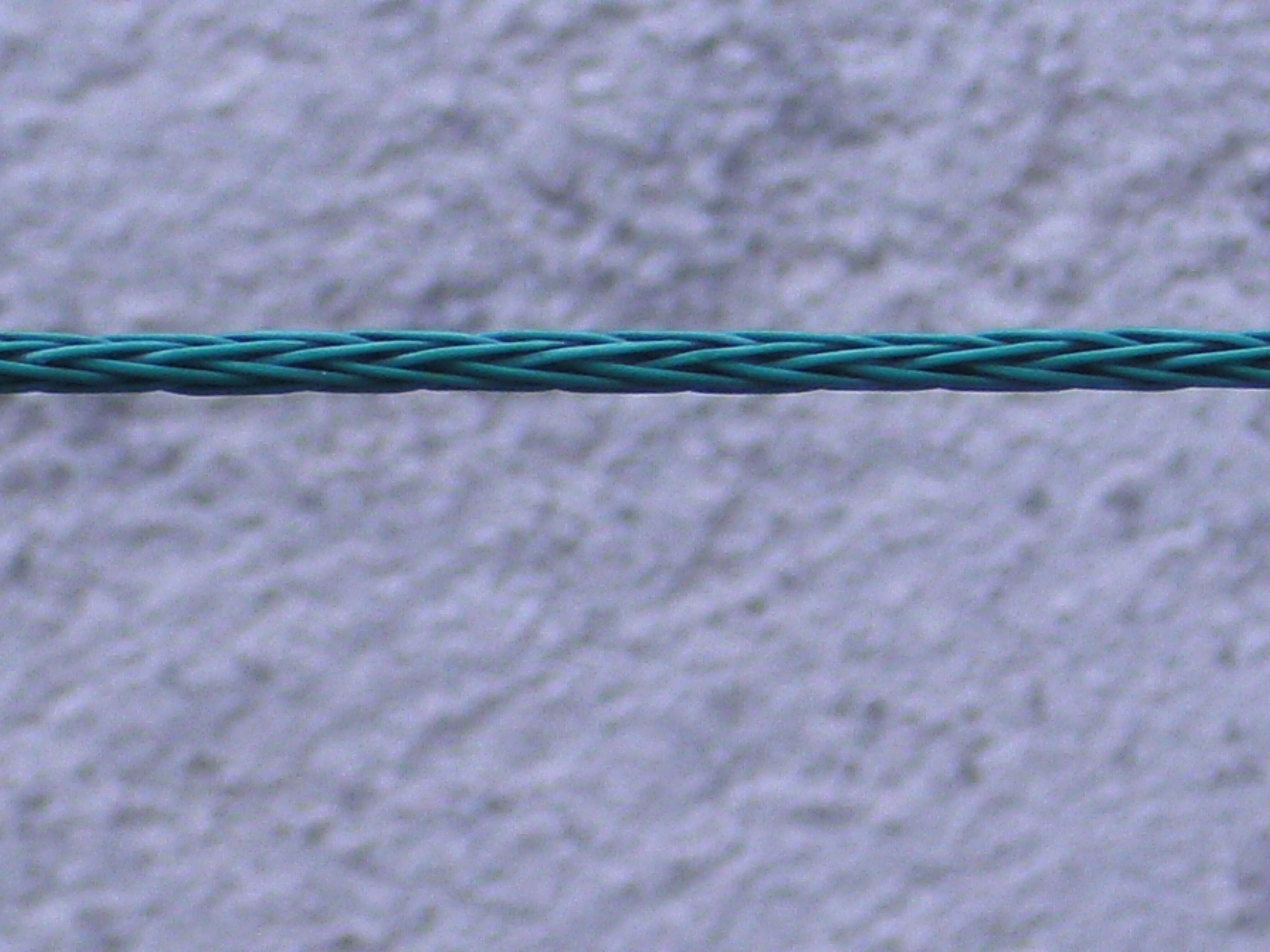
ألياف حبال الغسيل مصنوعة من البولي يوريثين
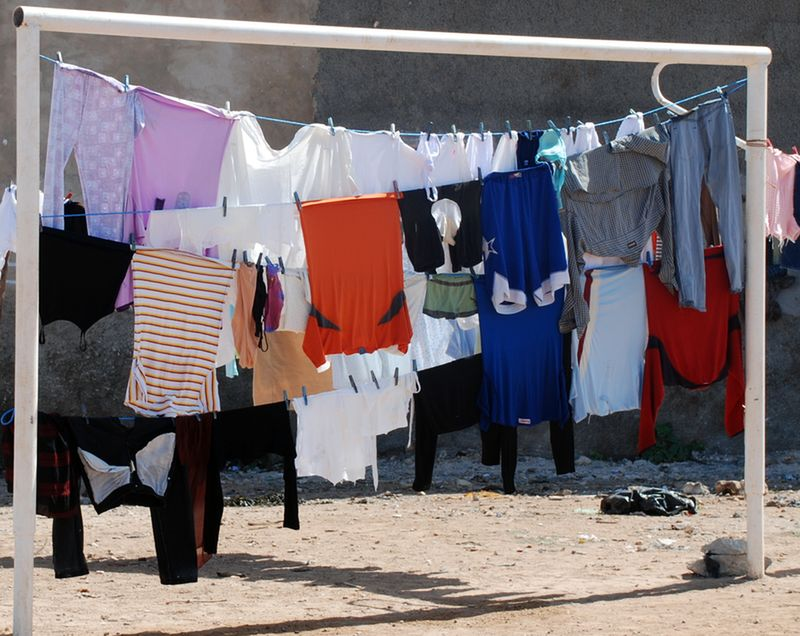
حبل غسيل في الجديدة
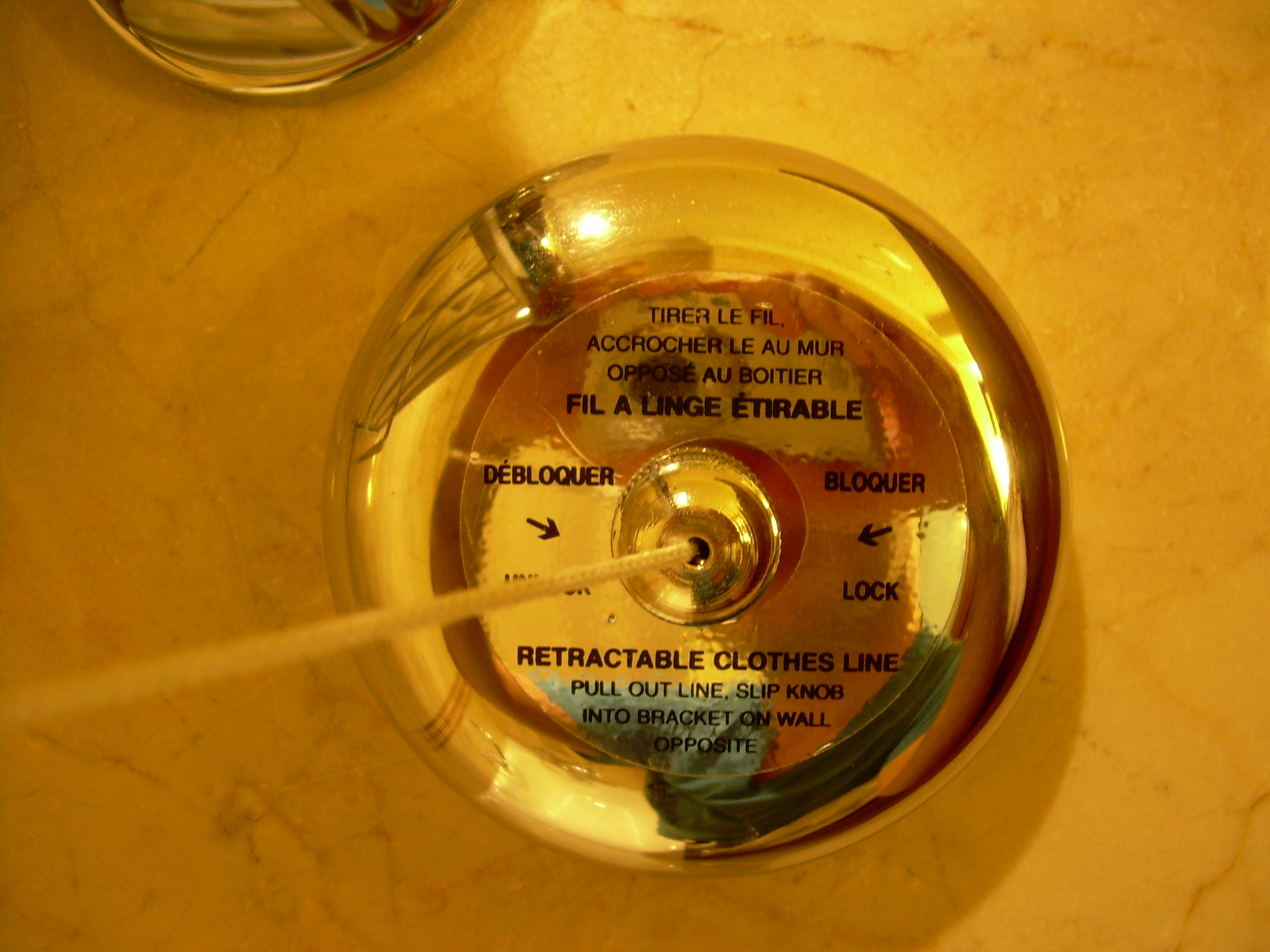
حب غسيل قابل للسحب
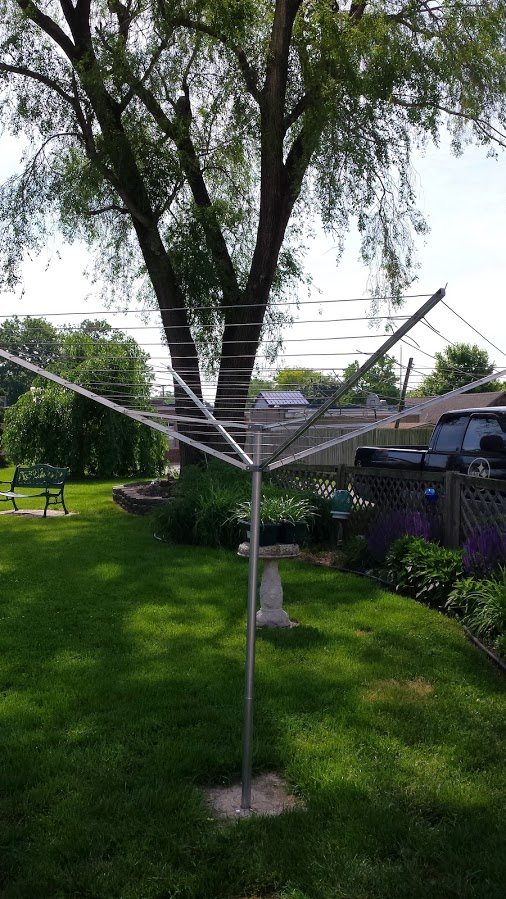
حبل غسيل قابل للطي على شكل مظلة

## روابط خارجية
- مقال عن خطوط الغسيل وأوتاد الملابس
- قائمة غسيل المشروع
- مقالة "Instructables" حول تقليل العمل المتضمن في استخدام خط الملابس